# Zpívající břidlice
Zpívající břidlice (2014) je kompilační album s písničkami o břidlici, hornících, podzemí a podobných tématech.

## Seznam písní
1. Mucha: Kape mi na karbid
2. Květy: Horníci
3. Zdeněk Král: Píseň o břidlici
4. Biorchestr: Obří svět
5. Vladimír Václavek: Hluboko v podzemí
6. Patti a Mikeška: Čekám celej den
7. Vladimír Dudek: Procházka dolem horem i spodem
8. Ty Syčáci: Underground Music
9. Zdeněk Král: Stará deska
10. Roman Dragoun: Básník na střeše
11. Dunaj: Hluboko pod zemí